# Maison de Dimitrije Paunović à Viteževo
La maison de Dimitrije Paunović à Viteževo (en serbe cyrillique : Кућа Димитрија Пауновића у Витежеву ; en serbe latin : Kuća Dimitrija Paunovića u Viteževu) se trouve à Viteževo, dans la municipalité de Žabari et dans le district de Braničevo, en Serbie. Elle est inscrite sur la liste des monuments culturels protégés de la république de Serbie (identifiant no SK 718).

## Présentation
La maison en bois de Dimitrije Paunović est située à proximité du centre du village, sur un terrain en pente douce. En l'absence de données précises sur sa construction, on peut déduire de son style qu'elle a été bâtie dans la première moitié du XIXe siècle.
Elle mesure 10,5 m sur 3 et repose sur des fondations en pierres concassées ; les murs sont faits de planches en chênes qui, à l'intérieur, sont enduites de mortier de boue et blanchies ; le toit à quatre pans est recouvert de tuiles. L'espace intérieur est divisé en trois parties avec une pièce centrale nommée « kuća », c'est-à-dire la « maison » au sens restreint du terme, qui abrite un foyer ouvert, et deux pièces latérales.
La maison conserve de la vaisselle ancienne, dont les objets les plus petits sont présentés sur des étagères en bois fixées au mur dans des niches, ou encore une petite « sofra » ronde (une sorte de table basse en bois) ; ces éléments contribuent à restituer l'ambiance de la vieille maison.